# Tomás Ruiz (Volleyballspieler)
Tomás Ruiz (* 16. April 1992) ist ein argentinischer Volleyballspieler. Er hat auch die italienische Staatsangehörigkeit.

## Karriere
Ruiz begann seine Karriere bei Vélez Sársfield. 2010 wechselte er zu MSM Bella Vista. In der Saison 2012/13 spielte der Libero bei Gigantes del Sur in Neuquén. Anschließend ging der Juniorennationalspieler zu Untref Vóley. In den folgenden Jahren war er bei Pilar Vóley, Obras de San Juan und in Morón aktiv. 2017 wurde Ruiz vom Bundesligisten Volleyball Bisons Bühl verpflichtet. 2019 kehrte er zurück in seine Heimat zu Gigantes del Sur. Seit 2020 spielt Ruiz beim französischen Zweitligisten Saint-Quentin Volley.